# Canthidium chabanaudi
Canthidium chabanaudi är en skalbaggsart som beskrevs av Antoine Boucomont 1928. Canthidium chabanaudi ingår i släktet Canthidium och familjen bladhorningar. Inga underarter finns listade.